# Castellani (famiglia)

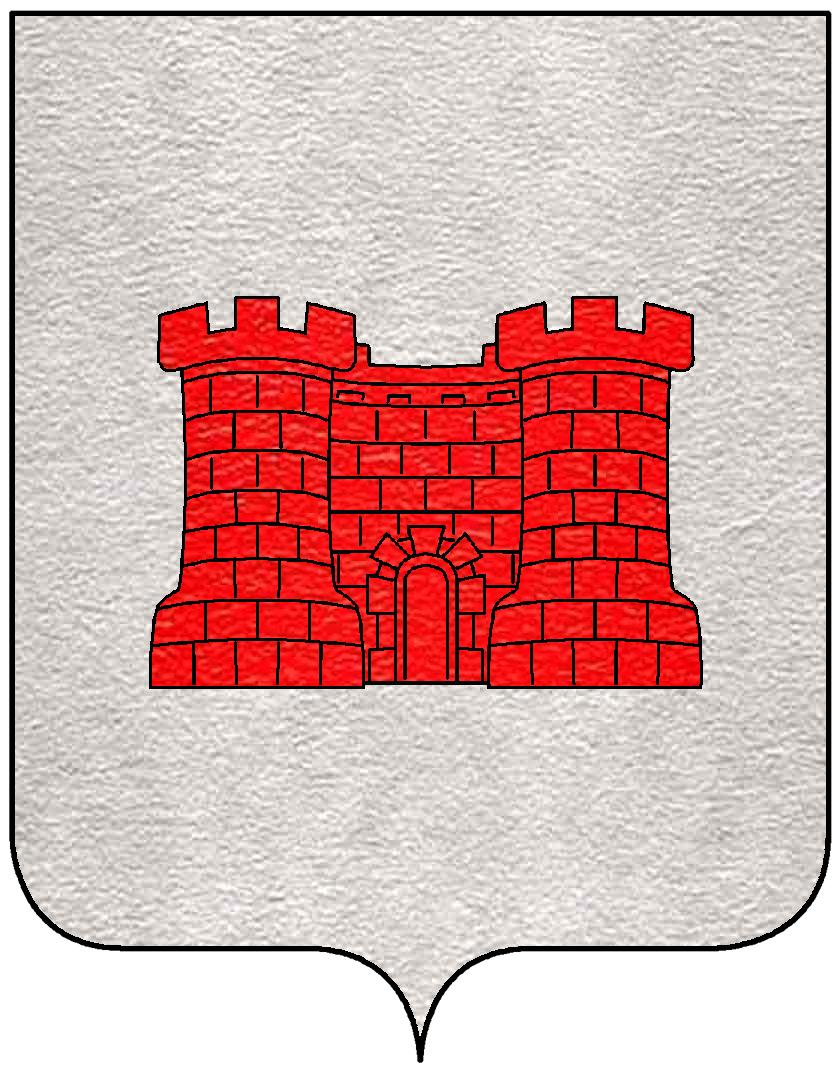
Stemma Castellani nella variante più semplice

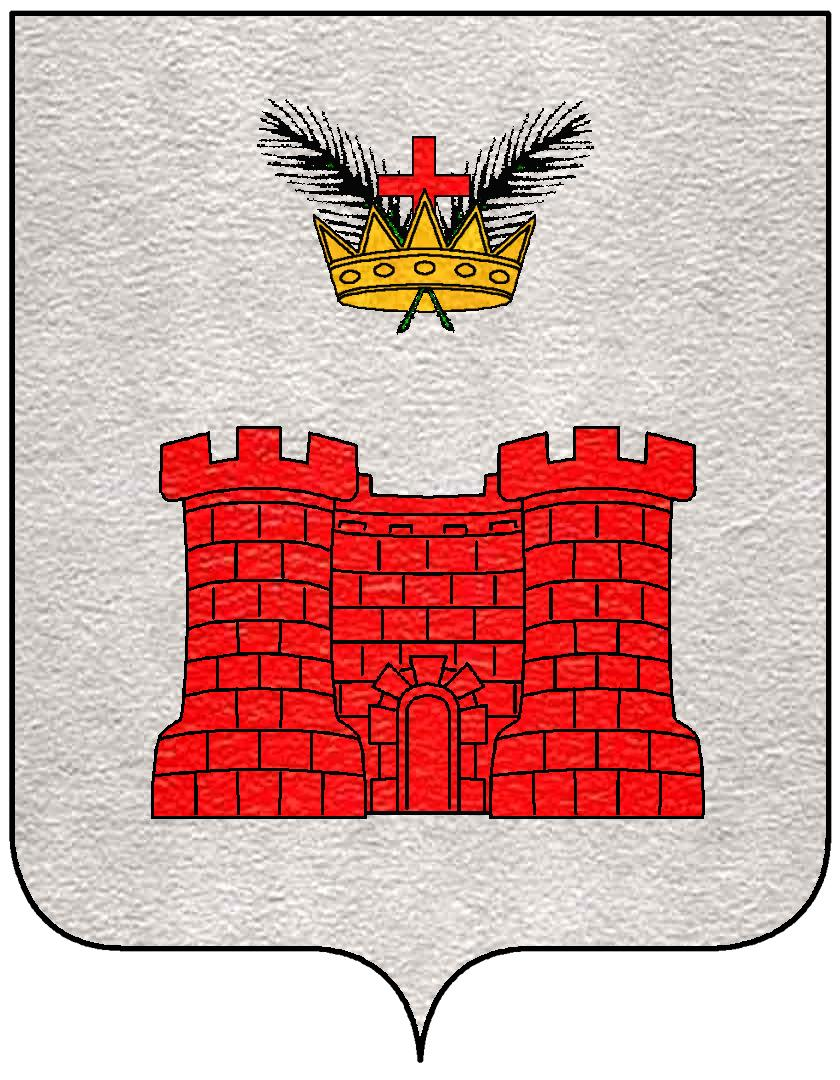
Lo stemma col capo d'Aragona

I Castellani furono un'antica famiglia della Repubblica di Firenze.

## Storia familiare
La moderna storiografia la vede originaria di Cascia di Reggello. È favolistica la convinzione che la denominazione della famiglia possa esser legata all'essere erede di quella di Altafronte che avrebbe costruito l'omonimo castello, posto tra via dei Castellani (appunto) e il lungarno: distrutto dall'alluvione del 1333, era sul sito dell'attuale palazzo Castellani.
Il palazzo d'Altafronte infatti fu una fortezza costruita dall'omonima antichissima famiglia nella parte sud-ovest della città dove l'Arno entrava in Firenze; in seguito passò in proprietò agli Uberti (1180) ed infine solo nel XIV secolo, pervenne alla famiglia Castellani che l'acquisò dai Buonsostegni.
La loro prima presenza ai vertici della Repubblica è datata al 1317. La famiglia si mise in luce in modo particolare durante il periodo di predominio degli Albizi, e totalizzò complessivamente, dal 1317 al 1531, ben 39 priori e 9 Gonfalonieri di Giustizia. Il primo priore fu Tano di Banco nel 1317 l’ultimo Iacopo di Bernardo di Antonio nel 1531. I nove Gonfalonieri di questa famiglia furono Michele di Vanni di Lotto nel 1365 e nel 1372, Lotto di Vanni nel 1385, Vanni di Michele di Vanni nel 1387 e nel 1398, Lotto di Vanni nel 1404, Vanni di Michele di Vanni nel 1406 e nel 1414, Matteo di Michele di Vanni nel 1424. Spiccano le figure di Michele di Vanni e di Lotto suo fratello. Notevoli anche i figli di Michele: messer Vanni e Matteo.
Si ha traccia di un fallimento di una compagnia commerciale dei Castellani nel 1346. 
Matteo Castellani, ambasciatore presso il papa e presso vari sovrani, ottenne nel 1415 il titolo di cavaliere dal Re di Napoli. Anche suo figlio fu armato cavaliere durante le esequie del padre, in Santa Croce, dove la famiglia aveva una grande cappella, fatta affrescare da Agnolo Gaddi. In ricordo di tali onori la famiglia ebbe il permesso di cucire sul proprio stemma la corona d'oro con due palme intrecciata, simbolo della Casa d'Aragona.
Il prestigio della casata e del suo palazzo fu confermato, tra l'altro, dal fatto di aver ospitato nel 1439 Demetrio Paleologo, fratello di Giovanni imperatore d'Oriente, durante il concilio di Firenze.
Durante il principato continuarono a mantenere un ruolo di prestigio pur non raggiungendo nessuno di loro la carica senatoriale. Nel 1751 alcuni di questa famiglia ottennero l'iscrizione al patriziato fiorentino.
Alla committenza della famiglia Castellani qualche storico dell'arte (la questione è tuttora controversa) ascrive la prima opera conosciuta di Masaccio : Il Trittico di San Giovenale (attribuzione a Masaccio dovuta a Luciano Berti), opera del 1422 oggi conservata al Museo Masaccio e prima conservata nella chiesa di San Giovenale (Cascia di Reggello) che era nel 1422 sotto il patronato di Vanni Castellani.